# Johann Casimir Storm
Johann Casimir Storm (* 26. April 1790 in Westermühlen; † 16. September 1874) war ein deutscher Rechtsanwalt und Politiker des Herzogtums Schleswig. Er vertrat die „kleineren Landbesitzer“ als Abgeordneter in der Schleswigschen Ständeversammlung 1836, 1838, 1840 und 1842. Er war der Vater von Theodor Storm.

## Biografie
Johann Casimir Storm war ein Sohn des Erbpachtmüllers in Westermühlen Hans Storm (1739–1820) und dessen Ehefrau Maria Claussen (1759–1823). Mütterlicherseits war er wie Matthias Claudius und Theodor Storm ein Nachfahr der Maria Lorck (1574–1658) aus Flensburg. Nach dem Besuch der Schule immatrikulierte Storm sich an der Juristischen Fakultät und legte nach erfolgreichem Studium seine juristische Staatsprüfung ab und wurde anschließend nach dem Vorbereitungsdienst Rechtsanwalt und Justizrat in Husum.  
Obwohl er nicht zu den „kleineren Landbesitzern“ (entspricht vermögenden Bauern) gehörte, wurde er 1836 von diesen in die konstituierende Ständeversammlung nach Schleswig entsandt. 
Nach dieser Wahl zum Abgeordneten der Schleswigschen Ständeversammlung durch den Bauernstand übernahm er in der Versammlung das Amt des Sekretärs der Ständeversammlung. In dieser Funktion entgegnete er im Jahr 1842 der ersten Rede in dänischer Sprache in der Ständeversammlung (gehalten von Hiort Lorenzen) mit den Worten: „… die deutsche Sprache sei die Sprache der Versammlung. Wolle jemand dänisch reden, so würde dies auch das Überflüssigste sein, was vorkommen könne …“
Casimir Storm  war mit Lucie Woldsen (1797–1879) verheiratet. Ein gemeinsamer Sohn war der Schriftsteller Theodor Storm.